# Maidan-E-Jung
Pour plus de détails, voir Fiche technique et Distribution.
Maidan-E-Jung est un film indien réalisé par K. C. Bokadia et sorti en 14 avril 1995.

## Distribution
- Dharmendra
- Akshay Kumar
- Karishma Kapoor